# 45-мм напівавтоматична універсальна гармата 21-К
45-мм напівавтоматична універсальна гармата 21-К — напівавтоматична гармата калібру 45 мм, яка стояла на озброєнні Військово-Морського Флоту СРСР в 1930-ті — 1950-і роки.

## Історія проектування
Після провалу розробки і предсерийного виробництва заводом № 8 автоматичних гармат 2-К (20-мм) і 4-К (37-мм), кораблі і підводні човни Військово-Морського Флоту СРСР було вирішено озброїти напівавтоматичною 45-мм універсальною гарматою 21-К. За своїми балістичним характеристикам вона ненабагато перевищувала російську 47-мм гармату Гочкіса зразка 1888 року (виробництва Обухівського заводу).
Гармата 21-К була спроектована в КБ заводу № 8 в 1932 році (за допомогою інженерів з «Спецбюро ЕКУ ОДПУ» з селища Підлипки). Заводські випробування напівавтоматичної гармати були проведені з 27 червня по 3 липня 1933 року, полігонні випробування провели на НІАПіе з 21 липня по 1 серпня того ж року. Перші морські випробування гармати 21-К були проведені на підводному човні типу «М» VI серії на Чорному морі з 21 по 26 березня 1934 року.

## Опис конструкції
Артилерійська система 21-К, згідно з проектною документацією, була пристосуванням 45-мм протитанкової гармати зразка 1932 року до морського станка. Тіло гармати було цілком запозичене від гармати 19-К і складалося зі скріпленого ствола і кожуха. Так як до 1935 року напівавтоматика заводом № 8 не була освоєна, всі гармати, виготовлені заводом по 1935 року не мали напівавтоматичного затвора. Закривання затвора відбувалося при досилання чергового патрона, а відкривання робили вручну. В артилерійських системах 21-К, вироблених після 1935 року, була введена напівавтоматика інерційного типу.
Ствол артилерійської гармати складався з труби і кожуха, надягнутого на неї в гарячому стані і становив єдине ціле з казенником гармати. Гармати більш пізнього виробництва вже мали ствол-моноблок. Станок гармати був звичайною тумбою, яка не мала щитового прикриття.

## Опис
Повна вага 21-К, з тумбою, становила 507 кг. Наводилася гармата вручну і кути підвищення становили від -10° до +85° зі швидкістю наведення 10 та 20 градусів за секунду. Траверс становив 360° зі швидкістю оберту 10 та 18 градусів за секунду і обмежувався лише місцем розташування на кораблі. У середині 1930-х на базі гармати було розроблено спеціальні башти для використання на річкових моніторах. Башта 40-K була одноствольною баштою вагою 2000 кг, а башта 41-К була двоствольною баштою вагою 2600 кг. Кути підвищення обох башт становили від -5° до +85° при швидкості 8 градусів за секунду, а траверс становив 360° зі швидкістю 4,8 та 9,8 градусів за секунду.

### Боєприпаси
Номенклатура боєприпасів гармати 21-К була такою ж як і у протитанкової 45 мм гармати М1937 (53-К). Найбільшою проблемою гармати була відсутність дистанційного детонатора для підриву снаряду біля літака. Це значило, що збити літак можна було лише прямим влучанням.
| Назва снаряду | Тип                 | Вага     | Вага заряду | Дулова швидкість |
| ------------- | ------------------- | -------- | ----------- | ---------------- |
| БР-240        | Бронебійний снаряд  | 1,42 кг  | 18 г        | 760 м/с          |
| ОТ-033        | Осколково—трасуючий | 1,065 кг | 52 г        | 800 м/с          |
| ОР-73A        | Осколково—трасуючий | 1,41 кг  | 37 г        | 760 м/с          |
| Ф-73          | Фугасний снаряд     | 1,41 кг  | 74 г        | 760 м/с          |
| О-240         | Осколковий снаряд   | 2,14 кг  | 118 г       | 335 м/с          |

## Тактико-технічні характеристики артилерійської установки
- Кількість гармат в АУ — 1

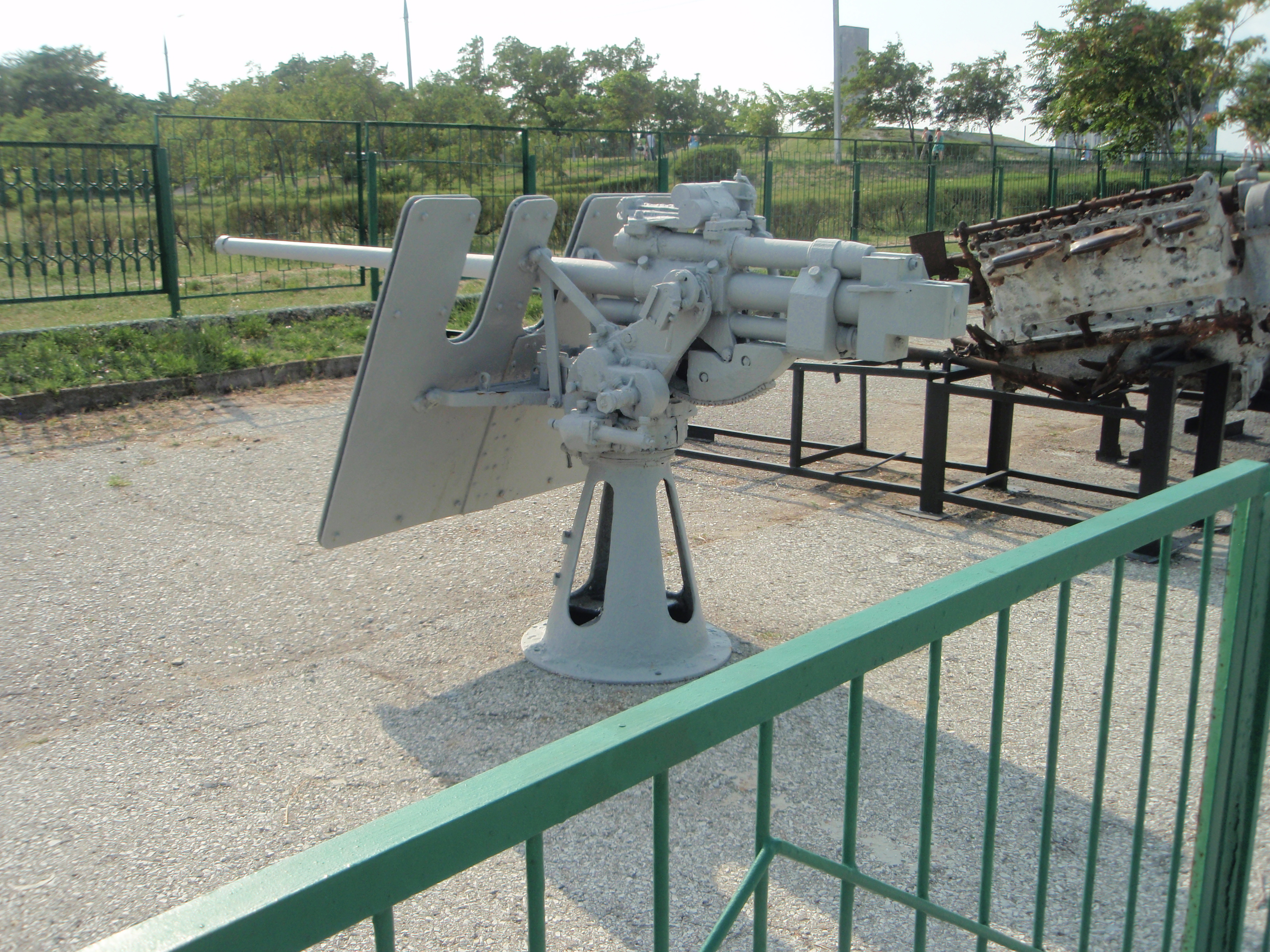
21-К у музеї-заповіднику «Мала земля», Новоросійськ

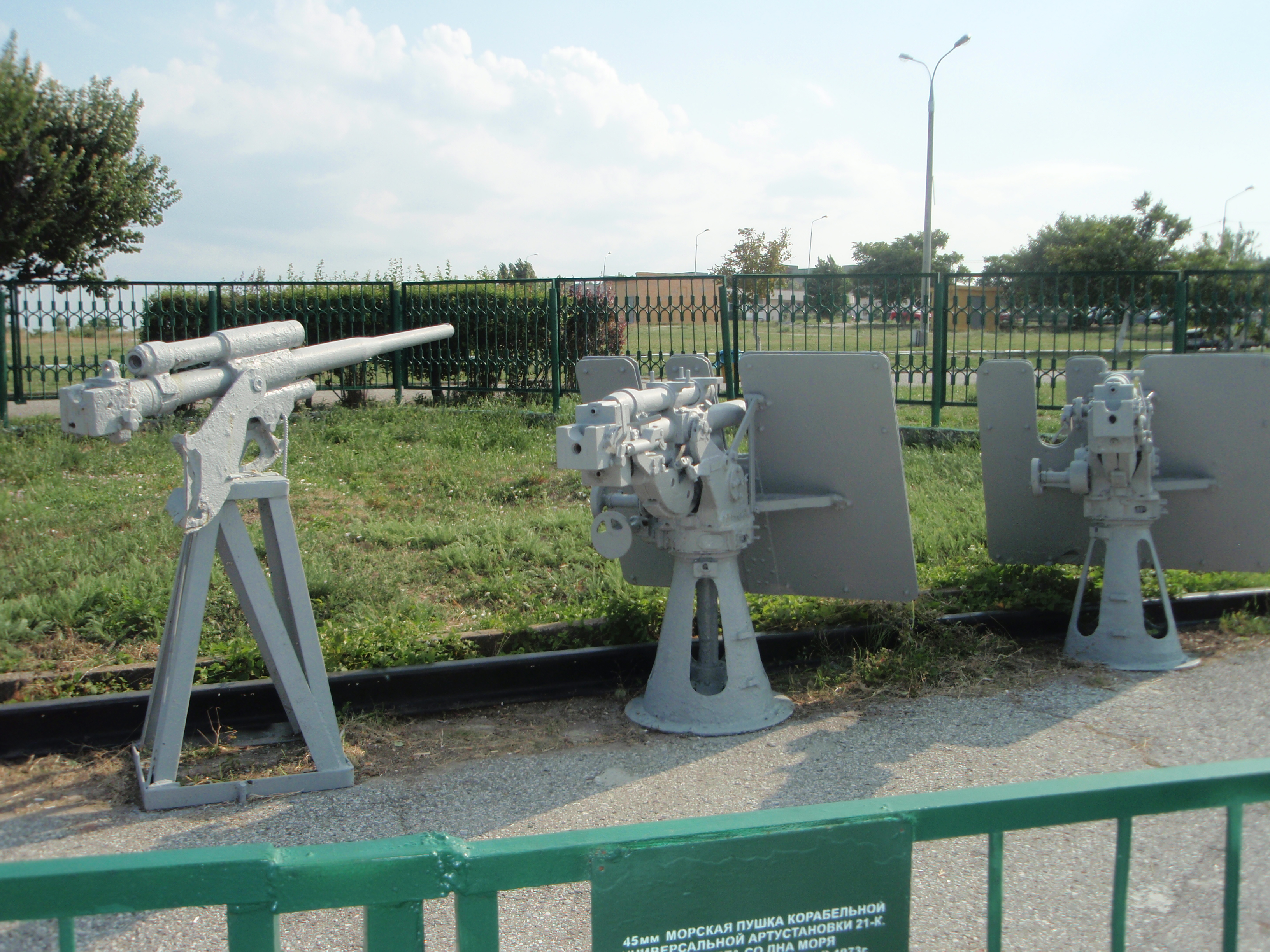
21-К (у різних варіантах) у музеї-заповіднику «Мала земля», Новоросійськ

- Довжина ствола повна, мм/калібрів — 2072/46,1
- Довжина нарізної частини — 1650
- Об'єм камори — 0,5 дм³
- Число нарізів — 16
- Довжина ходу нарізів — 25 клб
- Глибина нарізів — 0,5 мм
- Маса затвора — 10,5 кг
- Маса ствола з затвором — 107—115 кг
- Швидкість вертикального наведення — 10-20 градусів
- Швидкість горизонтального наведення — 10-18 градусів
- Довжина відкату — 270—300 мм
- Висота лінії вогню — 1215 мм
- Радіус обмітання, дульним зрізом/казенної частиною — 1097/975 мм
- Вага хитної частини — 203—222 кг
- Вага відкотних частин ствола — 123 кг
- Вага частини, що обертається — 362 кг
- Загальна вага АУ — 507 кг
- Розрахунок — 3 чол.
- Дальність стрільби балістична фугасним снарядом Ф73, бронебійним Б-240 і осколково-трасуючими ОР-73А вагою 1,41 кг — 9200 м
- Дальність стрільби балістична фугасним снарядом О-240 вагою 2,14 кг — 5000 м

## Історія виробництва і експлуатації
Серійне виробництво 45-мм гармат 21-К було розпочато на заводі № 8 у 1934 році. За відсутністю інших зенітних гармат гармати 21-К встановлювалися на всі класи кораблів радянського флоту — від сторожових катерів і підводних човнів до крейсерів і лінійних кораблів. За 1934 рік було вироблено 213 гармат (в тому числі 137 для кораблів ВМФ і 76 для плавзасобів НКВС). У наступному, 1935 році завод було вироблено 357 гармат.
На початок 1941 року у ВМФ СРСР було 1617 гармат 21-К (з них 322 — на Балтійському, 290 м на Тихоокеанському, 284 — на Чорноморському, 194 — на Північному флотах, 83 гармати — на Каспійській, 25 — на Амурській і 14 — на Пінській флотиліях). До 22 червня 1941 року на флоті налічувалося вже 2156 гармат цього типу. Незважаючи на те, що гармати абсолютно не відповідали вимогам зенітної оборони, через припинення робіт над досконалішою гарматою, яка працювала за принципом автоматики, виробництво гармати 21-К велося в роки Німецько-радянської війни, а також і після її завершення. Так в 1942 році було вироблено 388 гармат 21-К, у 1943 році — 345, в 1944 році (вже модифікації 21-КМ) — 486, в 1945 році — 373, в 1946 році — 140 і в 1947 році — 50. У 1947 році виробництво гармати було припинено.

## Модернізація

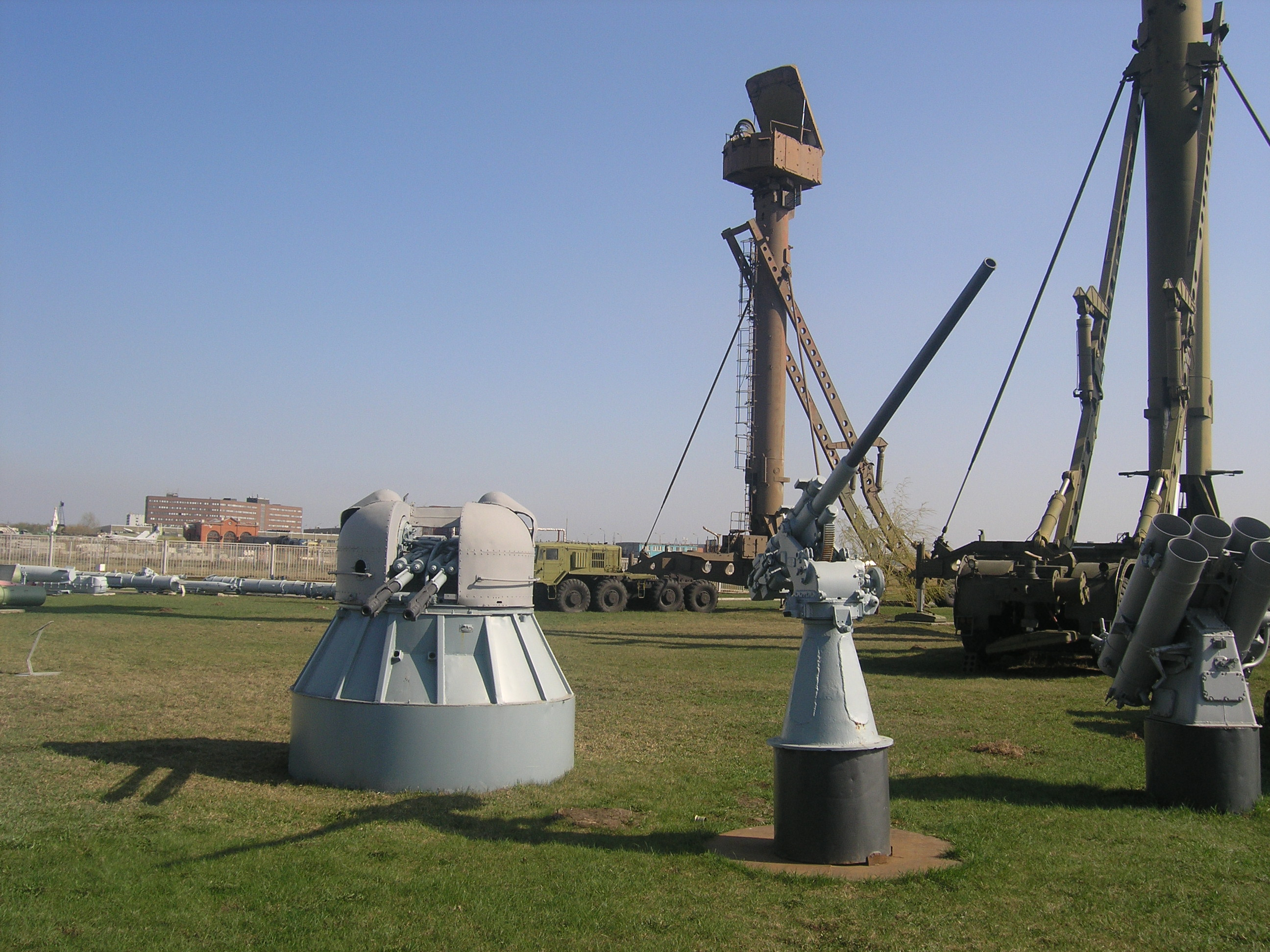
Установки АК-230 та 21-КМ у Технічному музеї Тольятті

У 1944 році у виробництво була запущена модифікація гармати 21-КМ. Роботи з модернізації гармати 21-К були розпочаті в ОКБ-172 в 1942 році під індексом ВМ-42. Головна серія з 25 стволів пройшла успішні випробування в вересні 1943 року, після закінчення яких гармата 21-КМ була поставлена в масове виробництво
Модернізація гармат вилилася у збільшення на 1010 мм нарізної частини ствола, заміні інерційної автоматики на копірну, зміцнення ствола і противідкотних пристроїв, установці щита (щитового прикриття).
Гармата 21-КМ аж до теперішнього часу (2000-ні роки) застосовується на кораблях російського ВМФ як салютна гармата.

## Оцінка гармати
Серйозним недоліком гармати (в тому числі її модифікації 21-КМ) була низька швидкострільність (25 пострілів за хвилину) і відсутність на снарядах дистанційного підривника, через що ціль могла бути вражена тільки прямим попаданням, що при збільшених швидкостях літаків у 1930-ті роки стало важко досяжним. Наслідком перерахованих недоліків гармати була його вкрай низька зенітна ефективність. З цієї причини вже в ході Німецько-радянської війни по мірі надходження у війська 37-мм автоматів 70-К вітчизняного виробництва, а також гармат «Ерлікон» (20-мм) і «Бофорс» (40-мм) — по ленд-лізу, — почалася повсюдна заміна на кораблях гармат21-К.

### Виноски
1. ↑  У 1930—1950 роки в СРСР існувала система конструкторських бюро тюремного типу, так звані «шарашки». У шарашках працювали ув'язнені інженери і вчені, засуджені, як правило, за сфабрикованими звинуваченнями.
2. ↑  Під час війни німецька авіація завдала важких втрат ВМФ СРСР